# مه‌آباد (فیروزکوه)
مه‌آباد (به طبری: ماها) روستایی از توابع بخش مرکزی شهرستان فیروزکوه در استان تهران ایران است.

## جمعیت
این روستا در دهستان شهرآباد قرار دارد و براساس سرشماری مرکز آمار ایران در سال ۱۳۸۵، جمعیت آن ۷۳۷ نفر (۱۷۰خانوار) بوده‌است.

## مردم
مردم این روستا به زبان مازندرانی صحبت می کنند.